# Hippopotamus laloumena
Hippopotamus laloumena Faure and Guerin, 1990 è una specie estinta di ippopotamo vissuta in Madagascar durante il Pleistocene e l'Olocene, il che la rende la più antica tra le specie di ippopotamo malgascio. H. laloumena era molto più grande rispetto agli altri ippopotami malgasci, ma comunque leggermente più piccolo dell'ippopotamo comune (H. amphibius). Tuttavia, si conosce poco su questa specie, in quanto è stata identificata solo attraverso una mandibola e alcune ossa degli arti. Venne descritta nel 1990 dai paleontologi francesi M. Faure e Guerin, a partire da fossili rinvenuti in un sito nei pressi di Mananjary, sulla costa orientale del Madagascar. Il nome della specie deriva dalla parola malgascia laloumena, che significa «ippopotamo».
La datazione al radiocarbonio dei resti di H. laloumena ha restituito date sia precedenti all'occupazione umana certa del Madagascar (2364-2212 anni fa), sia successive al contatto con gli Europei (1670-1950 e 1639-1945 d.C.). Tuttavia, questi ultimi reperti provengono da un cranio di provenienza dubbia, e non si può escludere che si tratti di un esemplare importato dall'Africa continentale. Nonostante ciò, dati etnografici raccolti a Belo sur Mer includono presunti avvistamenti oculari di un animale simile a un ippopotamo risalenti fino al 1976.
Sebbene chiaramente diverso dalle altre due specie malgasce recenti (H. lemerlei e H. madagascariensis), la relazione tra H. laloumena e l'ippopotamo comune non è del tutto chiarita. È possibile che H. laloumena sia semplicemente il risultato di attraversamenti sporadici di ippopotami dall'Africa orientale al Madagascar durante il Quaternario; se così fosse, H. laloumena sarebbe un sinonimo minore di H. amphibius.
I fossili di H. laloumena sono stati rinvenuti sia sulla costa occidentale sia su quella orientale del Madagascar, e i suoi areali si sovrappongono a quelli delle altre specie malgasce di ippopotamo.